# Em voo (beisebol)

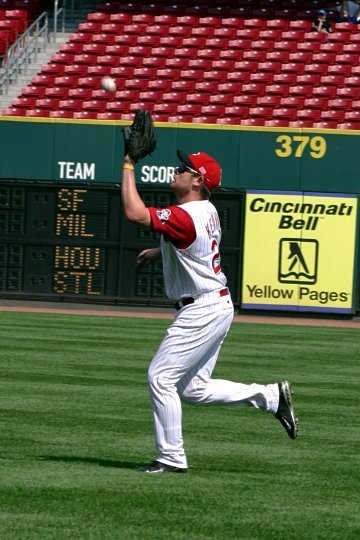
"Fly out" em "outfield".

No beisebol, as regras determinam que uma bola batida é considerada em voo quando ela ainda não tocou nenhum objeto outro que um defensor ou seu equipamento.
Assim, uma vez que uma bola batida toca o solo, uma cerca/parede, uma base, a borracha do arremessador, um árbitro ou um corredor, ela não está mais “em voo”. Uma bola batida que passe inteiramente fora do campo de jogo deixa de estar “em voo” quando isto ocorre.
Se uma bola batida (outra que não um foul tip) é pega em voo, o batedor está eliminado, e todos os corredores devem fazer o tag up. Uma bola batida não pode ser definida como falta ou válida enquanto em voo; uma bola batida que passa a primeira ou terceira base será chamada falta ou válida baseado em onde ela deixa de estar em voo, ou onde ela é primeiro tocada por um defensor, qualquer que ocorrer primeiro. Um foul tip, que por definição é sempre pego em voo, é um strike por regra especial, e não uma eliminação.
Se uma bola batida passa fora do campo de jogo em voo e for válida, é um home run automaticamente, habilitando o rebatedor e todos os corredores a anotar sem passividade de serem eliminados. Entretanto, se a cerca ou outra barreira está a menos de 250 pés (76,20 metros) da home plate, uma bola rebatida que passe aquela cerca em voo é válida, ela deverá ser regrada como uma dupla automática. Nos Estados Unidos, tais cercas tão curtas são muito raras mesmo nos estádios das ligas amadoras. Campos com cercas curtas podem ser comuns em alguns países onde o beisebol é menos popular; muitas vezes, campos de futebol têm de ser usados, resultando em um campo esquerdo ou direito muito curto.
As cercas válidas mais curtas da Major League Baseball são ambas no Fenway Park, em Boston; a primeira, que é quase perpendicular à linha de falta, é a do Green Monster, renomeada “Fisk’s Pole” em honra ao famoso home run de Carlton Fisk na Série Mundial de 1975, que se coloca a meros 310 pés (94,49 metros) de distância da home plate; já o “Pesky’s Pole” fica a 302 pés (92,05 metros) seguindo a linha do campo direito, embora a parede lá seja quase paralela à linha de falta conforme ela se curva para o distante muro do campo direito a 380 pés (115,82 metros). De 1958 até 1961, os Los Angeles Dodgers mandaram seus jogos no Los Angeles Memorial Coliseum, um estádio construído para atletismo; sem a possibilidade de mover qualquer parte da estrutura permanente do estádio, os Dodgers configuraram o campo para resultar numa distância de 251 pés (76,50 metros) da linha de falta do campo esquerdo.